# Gal Nevo
Gal Nevo (Hebreeuws: גל נבו) (Hamadia, 29 juni 1987) is een Israëlische zwemmer. Hij vertegenwoordigde zijn vaderland op de Olympische Zomerspelen 2008 in Peking en op de Olympische Zomerspelen 2012 in Londen.

## Carrière
Bij zijn internationale debuut, op de Europese kampioenschappen kortebaanzwemmen 2004 in Wenen, eindigde Nevo als zeventiende op de 1500 meter vrije slag, op de 200 en de 400 meter wisselslag strandde hij in de series. Tijdens de Europese kampioenschappen kortebaanzwemmen 2005 in Triëst eindigde de Israëliër als dertiende op de 1500 meter vrije slag, op zowel de 200 als de 400 meter wisselslag werd hij uitgeschakeld in de series. Op de Europese kampioenschappen kortebaanzwemmen 2007 in Debrecen eindigde Nevo als vijftiende op de 1500 meter vrije slag, op de 200 en de 400 meter wisselslag strandde hij in de series.
In Eindhoven nam de Israëliër deel aan de Europese kampioenschappen zwemmen 2008, op dit toernooi werd hij uitgeschakeld in de halve finales van de 200 meter wisselslag en in de series van zijn overige afstanden. Samen met Nimrod Shapira, Shai Livnat en Max Jaben strandde hij in de series van de 4x200 meter vrije slag. Tijdens de Olympische Zomerspelen van 2008 in Peking werd Nevo uitgeschakeld in de halve finales van de 200 meter wisselslag en in de series van de 400 meter wisselslag.
Op de wereldkampioenschappen zwemmen 2009 in Rome eindigde de Israëliër als zesde op de 400 meter wisselslag, op de 200 meter wisselslag strandde hij in de halve finales. Op zijn overige afstanden waren de series zijn eindstation. In Istanboel nam Nevo deel aan de Europese kampioenschappen kortebaanzwemmen 2009, op dit toernooi veroverde hij de bronzen medaille op de 400 meter wisselslag. Op de 200 meter wisselslag eindigde hij als de vijfde, op de 200 meter vlinderslag eindigde hij als zevende en op de 200 meter schoolslag werd hij uitgeschakeld in de series.
Tijdens de Europese kampioenschappen zwemmen 2010 in Boedapest sleepte de Israëliër de bronzen medaille in de wacht op de 400 meter wisselslag en eindigde hij als vierde op de 200 meter wisselslag, op de 100 meter schoolslag werd hij uitgeschakeld in de series. Op de wereldkampioenschappen kortebaanzwemmen 2010 in Dubai eindigde Nevo als zevende op de 400 meter wisselslag, op de andere afstanden waaraan hij deelnam strandde hij in de series.
In Shanghai nam de Israëlier deel aan de wereldkampioenschappen zwemmen 2011. Op dit toernooi werd hij uitgeschakeld in de halve finales van de 200 meter wisselslag, op de andere afstanden waaraan hij deelnam strandde hij in de series. Tijdens de Europese kampioenschappen kortebaanzwemmen 2011 in Szczecin legde Nevo, op zowel de 200 als de 400 meter wisselslag, beslag op de bronzen medaille, daarnaast eindigde hij als tiende op de 200 meter schoolslag en werd hij uitgeschakeld in de series van de 200 meter vlinderslag.
Op de Europese kampioenschappen zwemmen 2012 in Debrecen eindigde Nevo als vierde op zowel de 200 als de 400 meter wisselslag, op de 100 meter schoolslag strandde hij in de series. In Londen nam de Israëliër deel aan de Olympische Zomerspelen van 2012. Op dit toernooi werd hij uitgeschakeld in de halve finales van de 200 meter wisselslag en in de series van zowel de 200 meter vlinderslag als de 400 meter wisselslag. Tijdens de Europese kampioenschappen kortebaanzwemmen 2012 in Chartres veroverde Nevo de bronzen medaille op zowel de 200 als de 400 meter wisselslag, daarnaast eindigde hij als vierde op de 100 meter wisselslag en als vijfde op de 200 meter vlinderslag. Op de wereldkampioenschappen kortebaanzwemmen 2012 in Istanboel eindigde de Israëliër als vijfde op de 400 meter wisselslag, daarnaast strandde hij in de halve finales van de 100 meter wisselslag en in de series van de 200 meter vrije slag, de 100 meter schoolslag, de 200 meter vlinderslag en de 200 meter wisselslag. Op de 4x100 meter wisselslag werd hij samen met Jonatan Kopelev, Alon Mandel en Guy Barnea uitgeschakeld in de series.

## Internationale toernooien
| Jaar | Olympische Spelen                                            | WK langebaan                                                                                       | WK kortebaan | EK langebaan                                                                                          | EK kortebaan                                                                     |
| ---- | ------------------------------------------------------------ | -------------------------------------------------------------------------------------------------- | --- | --- | -------------------------------------------------------------------------------- |
| 2004 | geen deelname                                                | | geen deelname | geen deelname                                                                                         | 17e 1500m vrije slag 30e 200m wisselslag 16e 400m wisselslag                     |
| 2005 |                                                              | geen deelname                                                                                      | | | 13e 1500m vrije slag 16e 200m wisselslag 21e 400m wisselslag                     |
| 2006 |                                                              | | geen deelname | geen deelname                                                                                         | geen deelname                                                                    |
| 2007 |                                                              | geen deelname                                                                                      | | | 15e 1500m vrije slag 12e 200m wisselslag 9e 400m wisselslag                      |
| 2008 | 13e 200m wisselslag 11e 400m wisselslag                      | | geen deelname | 65e 100m vrije slag 52e 100m schoolslag 10e 200m wisselslag 18e 400m wisselslag 10e 4x200m vrije slag | geen deelname                                                                    |
| 2009 |                                                              | 51e 200m vrije slag 40e 200m schoolslag 19e 200m vlinderslag 9e 200m wisselslag 6e 400m wisselslag | | | 11e 200m schoolslag · 7e 200m vlinderslag · 5e 200m wisselslag · 400m wisselslag |
| 2010 |                                                              | | 37e 200m vrije slag 23e 200m vlinderslag 18e 100m wisselslag 9e 200m wisselslag 7e 400m wisselslag                                          | 42e 100m schoolslag · 4e 200m wisselslag · 400m wisselslag                                            | geen deelname                                                                    |
| 2011 |                                                              | 45e 100m schoolslag 27e 200m vlinderslag 11e 200m wisselslag 23e 400m wisselslag                   | | | 10e 200m schoolslag · 14e 200m vlinderslag · 200m wisselslag · 400m wisselslag   |
| 2012 | 32e 200m vlinderslag 11e 200m wisselslag 10e 400m wisselslag | | 45e 200m vrije slag 24e 100m schoolslag 10e 200m vlinderslag 9e 100m wisselslag 9e 200m wisselslag 5e 400m wisselslag 10e 4x100m wisselslag | 22e 100m schoolslag 4e 200m wisselslag 4e 400m wisselslag                                             | 5e 200m vlinderslag · 4e 100m wisselslag · 200m wisselslag · 400m wisselslag     |

## Persoonlijke records
Bijgewerkt tot en met 13 december 2009
Kortebaan
| Afstand          | Tijd    | Datum            | Plaats    |
| ---------------- | ------- | ---------------- | --------- |
| 200m schoolslag  | 2.06,85 | 13 december 2009 | Istanboel |
| 200m vlinderslag | 1.51,84 | 12 december 2009 | Istanboel |
| 200m wisselslag  | 1.54,17 | 10 december 2009 | Istanboel |
| 400m wisselslag  | 4.00,55 | 11 december 2009 | Istanboel |

Langebaan
| Afstand          | Tijd    | Datum           | Plaats |
| ---------------- | ------- | --------------- | ------ |
| 200m schoolslag  | 2.15,49 | 30 juli 2009    | Rome   |
| 200m vlinderslag | 1.57,02 | 28 juli 2009    | Rome   |
| 200m wisselslag  | 1.58,25 | 29 juli 2009    | Rome   |
| 400m wisselslag  | 4.11,51 | 2 augustus 2009 | Rome   |